# Olympische Sommerspiele 1980/Teilnehmer (Sowjetunion)
| Gelbes Symbol für Goldmedaillen mit stilisierten Olympischen Ringen | Graues Symbol für Silbermedaillen mit stilisierten Olympischen Ringen | Braundes Symbol für Bronzemedaillen mit stilisierten Olympischen Ringen |
| ------------------------------------------------------------------- | --------------------------------------------------------------------- | ----------------------------------------------------------------------- |
| 80                                                                  | 69                                                                    | 46                                                                      |

Die Sowjetunion nahm an den Olympischen Sommerspielen 1980 in ihrem Heimatland in Moskau mit einer Delegation von 489 Athleten (340 Männer und 149 Frauen) in 202 Wettkämpfen in 23 Sportarten teil.
Die sowjetischen Sportler gewannen 80 Gold-, 69 Silber- und 46 Bronzemedaillen, womit die Sowjetunion den ersten Platz im Medaillenspiegel belegte. Fahnenträger bei der Eröffnungsfeier war der Ringer Nikolai Balboschin.

## Teilnehmer nach Sportarten

### Basketball
Männer
- Bronze 
Wladimir Schigili
Stanislaw Jerjomin
Wladimir Tkatschenko
Sergei Tarakanow
Oleksandr Salnykow
Anatoli Myschkin
Waleri Milosserdow
Andrei Lopatow
Sergejus Jovaiša
Nikolai Derjugin
Alexander Belostenny
Sergei Below
Trainer: Alexander Gomelski

Frauen
- Gold 
Tatjana Sacharowa
Olga Sucharnowa
Nadeschda Schuwajewa-Olchowa
Ljubow Scharmai
Uļjana Semjonova
Angelė Rupšienė
Ljudmila Rogoschina
Tatjana Owetschkina
Tatjana Iwinskaja
Nelli Ferjabnikowa
Vida Beselienė
Olga Korosteljowa
Trainerin: Lidija Alexejewa

### Bogenschießen
Männer
- Wladimir Jeschejew
Einzel: 6. Platz
- Boris Issatschenko
Einzel: Silber

Frauen
- Natalja Butusowa
Einzel: Silber
- Ketewan Lossaberidse
Einzel: Gold

### Boxen
- Schamil Sabirow
Halbfliegengewicht: Gold
- Wiktor Miroschnytschenko
Fliegengewicht: Silber
- Samson Chatschatrjan
Bantamgewicht: im Viertelfinale ausgeschieden
- Wiktor Rybakow
Federgewicht: Bronze
- Wiktor Demjanenko
gewicht: Silber
- Serik Qonaqbajew
Halbweltergewicht: Silber
- Israjel Hakobkochjan
Weltergewicht: im Achtelfinale ausgeschieden
- Alexander Koschkin
Halbmittelgewicht: Silber
- Wiktor Sawtschenko
Mittelgewicht: Silber
- Dawit Kwatschadse
Halbschwergewicht: im Viertelfinale ausgeschieden
- Pjotr Sajew
Schwergewicht: Silber

### Fechten
Männer
- Wladimir Smirnow
Florett: Gold 
Florett Mannschaft: Silber 
Degen Mannschaft: Bronze
- Alexander Romankow
Florett: Bronze 
Florett Mannschaft: Silber
- Sabirdschan Rusijew
Florett: 4. Platz
Florett Mannschaft: Silber
- Aschot Karagjan
Florett Mannschaft: Silber 
Degen Mannschaft: Bronze
- Wladimir Lapizki
Florett Mannschaft: Silber
- Alexander Moschajew
Degen: 5. Platz
Degen Mannschaft: Bronze
- Boris Lukomski
Degen: 7. Platz
Degen Mannschaft: Bronze
- Alexander Abuschachmetow
Degen: 9. Platz
Degen Mannschaft: Bronze
- Wiktor Krowopuskow
Säbel: Gold 
Säbel Mannschaft: Gold
- Michail Burzew
Säbel: Silber 
Säbel Mannschaft: Gold
- Wladimir Naslymow
Säbel: 8. Platz
Säbel Mannschaft: Gold
- Wiktor Sidjak
Säbel Mannschaft: Gold
- Mikalaj Aljochin
Säbel Mannschaft: Gold

Frauen
- Nailja Giljasowa
Florett: 9. Platz
Florett Mannschaft: Silber
- Jelena Belowa
Florett: 9. Platz
Florett Mannschaft: Silber
- Walentina Sidorowa
Florett: 13. Platz
Florett Mannschaft: Silber
- Irina Uschakowa
Florett Mannschaft: Silber
- Larissa Zagarajewa
Florett Mannschaft: Silber

### Fußball
- Bronze 
Tengis Sulakwelidse
Sergei Schawlo
Oleg Romanzew
Alexander Prokopenko
Wolodymyr Pilhuj
Sergei Nikulin
Wagis Chidijatullin
Choren Howhannisjan
Waleri Gassajew
Juri Gawrilow
Rinat Dassajew
Aleksandre Tschiwadse
Fjodor Tscherenkow
Rewas Tschelebadse
Wolodymyr Bessonow
Serhij Baltatscha
Sergei Andrejew

### Gewichtheben
- Kanybek Osmonalijew
Fliegengewicht: Gold
- Jurik Sarkisjan
Bantamgewicht: Silber
- Wiktor Masin
Federgewicht: Gold
- Alexander Perwi
Mittelgewicht: Silber
- Jurik Wardanjan
Halbschwergewicht: Gold
- Dawid Rigert
Mittelschwergewicht: Wettkampf nicht beendet
- Igor Nikitin
1. Schwergewicht: Silber
- Leanid Taranenka
2. Schwergewicht: Gold
- Sultan Rachmanow
Superschwergewicht: Gold
- Wassili Alexejew
Superschwergewicht: Wettkampf nicht beendet

### Handball
Männer
- Silber 
Alexei Schuk
Mykola Tomin
Wladimir Repjew
Valdemaras Novickis
Wiktor Machorin
Serhij Kuschnirjuk
Wladimir Krawzow
Juri Kidjajew
Aljaksandr Karschakewitsch
Mychajlo Ischtschenko
Anatoli Fedjukin
Jewgeni Tschernyschow
Wladimir Below
Alexander Anpilogow

Frauen
- Gold 
Olha Subarjewa
Sinajida Turtschyna
Sigita Strečen
Natalija Scherstjuk-Tymoschkina
Larissa Sawkina
Julija Safina
Iryna Paltschykowa
Tatjana Kotscherhyna
Walentyna Lutajewa
Laryssa Karlowa
Aldona Nenėnienė
Ljudmyla Poradnyk
Ljubow Odynokowa
Trainer: Michail Luzenko

### Hockey
Männer
- Bronze 
Farit Sigangirow
Oleg Sagorodnew
Alexander Sytschow
Wladimir Pleschakow
Sergei Pleschakow
Leonid Pawlowski
Michail Nitschepurenko
Alexander Mjasnikow
Wjatscheslaw Lampejew
Sergei Klewzow
Sos Hajrapetjan
Alexander Gussew
Alexander Gontscharow
Wiktor Deputatow
Waleri Beljakow
Minneula Asisow

Frauen
- Bronze 
Walentina Sasdrawnych
Tatjana Jembachtowa
Galina Wjuschanina
Tatjana Schwyganowa
Nadeschda Owetschkina
Natella Krasnikowa
Alina Cham
Galina Inschuwatowa
Jelena Gurjewa
Nelli Gorbatkowa
Lidija Glubokowa
Ljudmila Frolowa
Nadeschda Filippowa
Natalja Bykowa
Natalja Busunowa
Leila Achmerowa

### Judo
- Arambi Jemisch
Extraleichtgewicht: Bronze
- Nikolai Soloduchin
Halbleichtgewicht: Gold
- Tamas Namgalauri
Leichtgewicht: 12. Platz
- Schota Chabareli
Halbmittelgewicht: Gold
- Aleksandrs Jackēvičs
Mittelgewicht: Bronze
- Tengis Chubuluri
Halbschwergewicht: Silber
- Witali Kusnezow
Schwergewicht: 10. Platz
- Sergei Nowikow
Offene Klasse: 5. Platz

### Kanu
Männer
- Uladsimir Parfjanowitsch
Einer-Kajak 500 m: Gold 
Zweier-Kajak 500 m: Gold 
Zweier-Kajak 1000 m: Gold
- Rasmutis Višinskis
Einer-Kajak 1000 m: im Halbfinale ausgeschieden
- Sergei Tschuchrai
Zweier-Kajak 500 m: Gold 
Zweier-Kajak 1000 m: Gold
- Uladsimir Tajnikau
Vierer-Kajak 1000 m: 7. Platz
- Serhij Nahornyj
Vierer-Kajak 1000 m: 7. Platz
- Gennadi Machnjow
Vierer-Kajak 1000 m: 7. Platz
- Aleksandrs Avdejevs
Vierer-Kajak 1000 m: 7. Platz
- Serhij Postrjechin
Einer-Canadier 500 m: Gold 
Einer-Canadier 1000 m: Silber
- Alexander Winogradow
Zweier-Canadier 500 m: 6. Platz
- Serhij Petrenko
Zweier-Canadier 500 m: 6. Platz
- Wassyl Jurtschenko
Zweier-Canadier 1000 m: Bronze
- Juri Lobanow
Zweier-Canadier 1000 m: Bronze

Frauen
- Antanina Melnikawa
Einer-Kajak 500 m: Bronze
- Galina Kreft
Zweier-Kajak 500 m: Silber
- Nina Gopowa
Zweier-Kajak 500 m: Silber

### Leichtathletik
Männer
- Alexander Aksinin
100 m: 4. Platz
4-mal-100-Meter-Staffel: Gold
- Wladimir Murawjow
100 m: 6. Platz
4-mal-100-Meter-Staffel: Gold
- Andrei Schljapnikow
100 m: im Viertelfinale ausgeschieden
- Nikolai Sidorow
200 m: im Halbfinale ausgeschieden
4-mal-100-Meter-Staffel: Gold
- Alexander Stassewitsch
200 m: im Vorlauf ausgeschieden
- Wiktor Markin
400 m: Gold 
4-mal-400-Meter-Staffel: Gold
- Wiktor Burakow
400 m: im Halbfinale ausgeschieden
4-mal-400-Meter-Staffel: Gold
- Nikolai Tschernezki
400 m: im Halbfinale ausgeschieden
4-mal-400-Meter-Staffel: Gold
- Mikalaj Kirau
800 m: Bronze
- Anatolij Reschetnjak
800 m: im Halbfinale ausgeschieden
- Wladimir Malosemlin
1500 m: im Halbfinale ausgeschieden
- Witalij Tyschtschenko
1500 m: im Halbfinale ausgeschieden
- Pawel Jakowlew
1500 m: im Vorlauf ausgeschieden
- Aljaksandr Fjadotkin
5000 m: 8. Platz
- Waleri Abramow
5000 m: im Halbfinale ausgeschieden
- Enn Sellik
5000 m: im Vorlauf ausgeschieden
10.000 m: 8. Platz
- Wolodymyr Schesterow
10.000 m: im Vorlauf ausgeschieden
- Aleksandras Antipovas
10.000 m: im Vorlauf ausgeschieden
- Satymkul Dschumanasarow
Marathon: Bronze
- Uladsimir Kotau
Marathon: 4. Platz
- Leonid Mossejew
Marathon: 5. Platz
- Alexander Putschkow
110 m Hürden: Bronze
- Andrei Prokofjew
110 m Hürden: 4. Platz
4-mal-100-Meter-Staffel: Gold
- Juri Tscherwanjow
110 m Hürden: 8. Platz
- Wassyl Archypenko
400 m Hürden: Silber
- Mykola Wassyljew
400 m Hürden: 4. Platz
- Alexander Charlow
400 m Hürden: im Halbfinale ausgeschieden
- Anatoli Dimow
3000 m Hindernis: 8. Platz
- Aljaksandr Warabej
3000 m Hindernis: im Halbfinale ausgeschieden
- Serhij Olisarenko
3000 m Hindernis: im Halbfinale ausgeschieden
- Remigijus Valiulis
4-mal-400-Meter-Staffel: Gold
- Michail Linge
4-mal-400-Meter-Staffel: Gold
- Pjotr Potschintschuk
20 km Gehen: Silber
- Jewgeni Jewsjukow
20 km Gehen: 4. Platz
- Anatolij Solomin
20 km Gehen: Rennen nicht beendet
- Jauhen Iutschanka
50 km Gehen: Bronze
- Wjatscheslaw Fursow
50 km Gehen: 5. Platz
- Borys Jakowlew
50 km Gehen: Rennen nicht beendet
- Aljaksandr Hryhorjeu
Hochsprung: 8. Platz
- Gennadi Belkow
Hochsprung: 10. Platz
- Oleksij Demjanjuk
Hochsprung: 11. Platz
- Konstantin Wolkow
Stabhochsprung: Silber
- Sergei Kulibaba
Stabhochsprung: 8. Platz
- Jurij Prochorenko
Stabhochsprung: ohne gültigen Versuch
- Walerij Pidluschnyj
Weitsprung: Bronze
- Wiktar Belski
Weitsprung: 6. Platz
- Jaak Uudmäe
Dreisprung: Gold
- Wiktor Sanejew
Dreisprung: Silber
- Jewgeni Anikin
Dreisprung: 9. Platz
- Wolodymyr Kysseljow
Kugelstoßen: Gold
- Alexander Baryschnikow
Kugelstoßen: Silber
- Anatolij Jarosch
Kugelstoßen: 9. Platz
- Wiktor Raschtschupkin
Diskuswurf: Gold
- Juri Dumtschew
Diskuswurf: 5. Platz
- Ihor Duhinez
Diskuswurf: 6. Platz
- Jurij Sjedych
Hammerwurf: Gold
- Sergei Litwinow
Hammerwurf: Silber
- Jüri Tamm
Hammerwurf: Bronze
- Dainis Kūla
Speerwurf: Gold
- Alexander Makarow
Speerwurf: Silber
- Heino Puuste
Speerwurf: 4. Platz
- Juri Kuzenko
Zehnkampf: Silber
- Sergei Schelanow
Zehnkampf: Bronze
- Valeriu Caceanov
Zehnkampf: Wettkampf nicht beendet

Frauen
- Ljudmila Kondratjewa
100 m: Gold
- Wera Anissimowa
100 m: im Halbfinale ausgeschieden
4-mal-100-Meter-Staffel: Silber
- Natalja Botschina
100 m: im Halbfinale ausgeschieden
200 m: Silber 
4-mal-100-Meter-Staffel: Silber
- Ljudmila Maslakowa
200 m: im Halbfinale ausgeschieden
4-mal-100-Meter-Staffel: Silber
- Irina Nasarowa
400 m: 4. Platz
4-mal-400-Meter-Staffel: Gold
- Nina Sjuskowa
400 m: 5. Platz
4-mal-400-Meter-Staffel: Gold
- Ljudmila Tschernowa
400 m: im Halbfinale ausgeschieden
4-mal-400-Meter-Staffel: Gold
- Nadija Olisarenko
800 m: Gold 
1500 m: Bronze
- Olga Minejewa
800 m: Silber 
4-mal-400-Meter-Staffel: Gold
- Tatjana Prowidochina
800 m: Bronze
- Tatjana Kasankina
1500 m: Gold
- Ljubow Smolka
1500 m: 6. Platz
- Wera Komissowa
100 m Hürden: Gold 
4-mal-100-Meter-Staffel: Silber
- Irina Litowtschenko
100 m Hürden: 6. Platz
- Tatjana Anissimowa
100 m Hürden: im Vorlauf ausgeschieden
- Tetjana Prorotschenko
4-mal-400-Meter-Staffel: Gold
- Tatjana Goischtschik
4-mal-400-Meter-Staffel: Gold
- Marina Syssojewa
Hochsprung: 5. Platz
- Tamara Bykowa
Hochsprung: 9. Platz
- Marina Serkowa
Hochsprung: 16. Platz
- Tatjana Kolpakowa
Weitsprung: Gold
- Tetjana Skatschko
Weitsprung: Bronze
- Lidija Alfejewa
Weitsprung: 8. Platz
- Swetlana Kratschewskaja
Kugelstoßen: Silber
- Nunu Abaschydse
Kugelstoßen: 4. Platz
- Natalja Achrimenko
Kugelstoßen: 7. Platz
- Tatjana Lessowaja
Diskuswurf: Bronze
- Galina Murašova
Diskuswurf: 7. Platz
- Faina Melnik
Diskuswurf: 16. Platz
- Saida Gunba
Speerwurf: Silber
- Tatjana Birjulina
Speerwurf: 6. Platz
- Jadvyga Putinienė
Speerwurf: 11. Platz
- Nadija Tkatschenko
Fünfkampf: Gold
- Olga Rukawischnikowa
Fünfkampf: Silber
- Olga Kuragina
Fünfkampf: Bronze

### Moderner Fünfkampf
- Anatoli Starostin
Einzel: Gold 
Mannschaft: Gold
- Pawel Lednjow
Einzel: Bronze 
Mannschaft: Gold
- Jewgeni Lipejew
Einzel: 14. Platz
Mannschaft: Gold

### Radsport
- Sergei Suchorutschenkow
Straßenrennen: Gold
- Juri Barinow
Straßenrennen: Bronze
- Anatoli Jarkin
Straßenrennen: 6. Platz
Straße Mannschaftszeitfahren: Gold
- Juri Kaschirin
Straßenrennen: 23. Platz
Straße Mannschaftszeitfahren: Gold
- Sergei Schelpakow
Straße Mannschaftszeitfahren: Gold
- Oleg Logwin
Straße Mannschaftszeitfahren: Gold
- Sergei Kopylow
Bahn Sprint: Bronze
- Alexander Panfilow
Bahn 1000 m Zeitfahren: Silber
- Wladimir Ossokin
Bahn 4000 m Einerverfolgung: 5. Platz
Bahn 4000 m Mannschaftsverfolgung: Gold
- Witali Petrakow
Bahn 4000 m Mannschaftsverfolgung: Gold
- Waleri Mowtschan
Bahn 4000 m Mannschaftsverfolgung: Gold
- Wiktor Manakow
Bahn 4000 m Mannschaftsverfolgung: Gold
- Alexander Krasnow
Bahn 4000 m Mannschaftsverfolgung: Gold

### Reiten
- Jurij Kowschow
Dressur: Silber 
Dressur Mannschaft: Gold
- Wiktor Ugrjumow
Dressur: Bronze 
Dressur Mannschaft: Gold
- Wira Missewytsch
Dressur: 4. Platz
Dressur Mannschaft: Gold
- Nikolai Korolkow
Springreiten: Silber 
Springreiten Mannschaft: Gold
- Wiktor Pohanowskyj
Springreiten: 5. Platz
Springreiten Mannschaft: Gold
- Wjatscheslaw Tschukanow
Springreiten: 9. Platz
Springreiten Mannschaft: Gold
- Wiktor Asmajew
Springreiten Mannschaft: Gold
- Alexander Blinow
Vielseitigkeit: Silber 
Vielseitigkeit Mannschaft: Gold
- Juri Salnikow
Vielseitigkeit: Bronze 
Vielseitigkeit Mannschaft: Gold
- Waleri Wolkow
Vielseitigkeit: 4. Platz
Vielseitigkeit Mannschaft: Gold
- Sergei Rogoschin
Vielseitigkeit: 11. Platz
Vielseitigkeit Mannschaft: Gold

### Ringen
- Schaqsylyq Üschkempirow
Papiergewicht, griechisch-römisch: Gold
- Wachtang Blagidse
Fliegengewicht, griechisch-römisch: Gold
- Schamil Serikow
Bantamgewicht, griechisch-römisch: Gold
- Boris Kramarenko
Federgewicht, griechisch-römisch: Bronze
- Suren Nalbandjan
Leichtgewicht, griechisch-römisch: 4. Platz
- Anatoli Bykow
Weltergewicht, griechisch-römisch: Silber
- Gennadi Korban
Mittelgewicht, griechisch-römisch: Gold
- Igor Kanygin
Halbschwergewicht, griechisch-römisch: Silber
- Nikolai Balboschin
Schwergewicht, griechisch-römisch: 7. Platz
- Oleksandr Koltschynskyj
Superschwergewicht, griechisch-römisch: Gold
- Sergei Kornilajew
Papiergewicht, Freistil: Bronze
- Sergei Beloglasow
Fliegengewicht, Freistil: Gold
- Anatoli Beloglasow
Bantamgewicht, Freistil: Gold
- Magomedgassan Abuschew
Federgewicht, Freistil: Gold
- Saipulla Absaidow
Leichtgewicht, Freistil: Gold
- Pawel Pinigin
Weltergewicht, Freistil: 4. Platz
- Magomedchan Arazilow
Mittelgewicht, Freistil: Silber
- Sanassar Howhannisjan
Halbschwergewicht, Freistil: Gold
- Illja Mate
Schwergewicht, Freistil: Gold
- Soslan Andijew
Superschwergewicht, Freistil: Gold

### Rudern
Männer
- Wassili Jakuscha
Einer: Silber
- Alexander Fomtschenko
Doppel-Zweier: 5. Platz
- Jewgeni Dulejew
Doppel-Zweier: 5. Platz
- Juri Pimenow
Zweier ohne Steuermann: Silber
- Nikolai Pimenow
Zweier ohne Steuermann: Silber
- Wiktor Perewersew
Zweier mit Steuermann: Silber
- Alexander Lukjanow
Zweier mit Steuermann: Silber
- Gennadi Krjutschkin
Zweier mit Steuermann: Silber
- Juryj Schapotschka
Doppel-Vierer: Silber
- Waleri Kleschnjow
Doppel-Vierer: Silber
- Mykola Dowhan
Doppel-Vierer: Silber
- Jewgeni Barbakow
Doppel-Vierer: Silber
- Witali Jelissejew
Vierer ohne Steuermann: Silber
- Alexander Kulagin
Vierer ohne Steuermann: Silber
- Alexei Kamkin
Vierer ohne Steuermann: Silber
- Waleri Dolinin
Vierer ohne Steuermann: Silber
- Žoržs Tikmers
Vierer mit Steuermann: Silber
- Dzintars Krišjānis
Vierer mit Steuermann: Silber
- Dimants Krišjānis
Vierer mit Steuermann: Silber
- Artūrs Garonskis
Vierer mit Steuermann: Silber
- Juris Bērziņš
Vierer mit Steuermann: Silber
- Andrei Tischtschenko
Achter mit Steuermann: Bronze
- Oleksandr Tkatschenko
Achter mit Steuermann: Bronze
- Jonas Pinskus
Achter mit Steuermann: Bronze
- Jonas Narmontas
Achter mit Steuermann: Bronze
- Igor Maistrenko
Achter mit Steuermann: Bronze
- Oleksandr Manzewytsch
Achter mit Steuermann: Bronze
- Andrej Luhin
Achter mit Steuermann: Bronze
- Wiktor Kakoschyn
Achter mit Steuermann: Bronze
- Hryhorij Dmytrenko
Achter mit Steuermann: Bronze

Frauen
- Antonina Machina
Einer: Silber
- Jelena Chlopzewa
Doppel-Zweier: Gold
- Larisa Popova
Doppel-Zweier: Gold
- Larissa Sawarsina
Zweier ohne Steuerfrau: 5. Platz
- Galina Stepanowa
Zweier ohne Steuerfrau: 5. Platz
- Marina Studnewa
Vierer mit Steuerfrau: Bronze
- Galina Sowetnikowa
Vierer mit Steuerfrau: Bronze
- Swetlana Semjonowa
Vierer mit Steuerfrau: Bronze
- Marija Fadejewa
Vierer mit Steuerfrau: Bronze
- Natalja Kasak
Vierer mit Steuerfrau: Bronze 
Doppel-Vierer mit Steuerfrau: Silber
- Nina Tscheremissina
Vierer mit Steuerfrau: Bronze 
Doppel-Vierer mit Steuerfrau: Silber
- Olga Wassiltschenko
Doppel-Vierer mit Steuerfrau: Silber
- Antonina Pustowit
Doppel-Vierer mit Steuerfrau: Silber
- Jelena Matijewskaja
Doppel-Vierer mit Steuerfrau: Silber
- Nadeschda Ljubimowa
Doppel-Vierer mit Steuerfrau: Silber
- Walentina Schulina
Achter mit Steuerfrau: Silber
- Nina Umanez
Achter mit Steuerfrau: Silber
- Olena Teroschyna
Achter mit Steuerfrau: Silber
- Tatjana Stezenko
Achter mit Steuerfrau: Silber
- Olga Piwowarowa
Achter mit Steuerfrau: Silber
- Nadeschda Pryschtschepa
Achter mit Steuerfrau: Silber
- Nina Preobraschenskaja
Achter mit Steuerfrau: Silber
- Marija Pajun
Achter mit Steuerfrau: Silber
- Nina Frolowa
Achter mit Steuerfrau: Silber

### Schießen
- Wladas Turla
Schnellfeuerpistole 25 m: 4. Platz
- Afanasijs Kuzmins
Schnellfeuerpistole 25 m: 6. Platz
- Alexander Melentjew
Freie Pistole 50 m: Gold
- Sergei Pyschjanow
Freie Pistole 50 m: 6. Platz
- Wiktor Wlassow
Kleinkalibergewehr Dreistellungskampf 50 m: Gold
- Alexander Mitrofanow
Kleinkalibergewehr Dreistellungskampf 50 m: 5. Platz
- Alexander Mastjanin
Kleinkalibergewehr liegend 50 m: 6. Platz
- Oleksandr Bulkin
Kleinkalibergewehr liegend 50 m: 11. Platz
- Igor Sokolow
Laufende Scheibe 50 m: Gold
- Aljaksandr Hasau
Laufende Scheibe 50 m: Bronze
- Rustam Yambulatov
Trap: Silber
- Alexander Assanow
Trap: 6. Platz
- Tamas Imnaischwili
Skeet: 9. Platz
- Alexander Sokolow
Skeet: 11. Platz

### Schwimmen
Männer
- Sergei Kopljakow
100 m Freistil: 4. Platz
200 m Freistil: Gold 
4-mal-200-Meter-Freistil-Staffel: Gold 
4-mal-100-Meter-Lagen-Staffel: Silber
- Serhij Krassjuk
100 m Freistil: 6. Platz
4-mal-200-Meter-Freistil-Staffel: Gold 
4-mal-100-Meter-Lagen-Staffel: Silber
- Sergei Smirjagin
100 m Freistil: im Halbfinale ausgeschieden
- Andrei Krylow
200 m Freistil: Silber 
400 m Freistil: Silber 
4-mal-200-Meter-Freistil-Staffel: Gold
- Ivar Stukolkin
200 m Freistil: im Vorlauf ausgeschieden
400 m Freistil: Bronze 
4-mal-200-Meter-Freistil-Staffel: Gold
- Wladimir Salnikow
400 m Freistil: Gold 
1500 m Freistil: Gold 
4-mal-200-Meter-Freistil-Staffel: Gold
- Alexander Tschajew
1500 m Freistil: Silber
- Eduard Petrow
1500 m Freistil: 8. Platz
- Sergei Russin
4-mal-200-Meter-Freistil-Staffel: Gold
- Juri Prissekin
4-mal-200-Meter-Freistil-Staffel: Gold
- Wiktor Kusnezow
100 m Rücken: Silber 
200 m Rücken: im Vorlauf ausgeschieden
4-mal-100-Meter-Lagen-Staffel: Silber
- Wolodymyr Dolhow
100 m Rücken: Bronze 
200 m Rücken: im Vorlauf ausgeschieden
- Wladimir Schemetow
100 m Rücken: im Vorlauf ausgeschieden
200 m Rücken: 4. Platz
400 m Lagen: im Vorlauf ausgeschieden
4-mal-100-Meter-Lagen-Staffel: Silber
- Arsens Miskarovs
100 m Brust: Silber 
200 m Brust: Bronze 
4-mal-100-Meter-Lagen-Staffel: Silber
- Alexander Fedorowski
100 m Brust: 4. Platz
4-mal-100-Meter-Lagen-Staffel: Silber
- Robertas Žulpa
100 m Brust: im Vorlauf ausgeschieden
200 m Brust: Gold
- Gennadi Utenkow
200 m Brust: 4. Platz
- Jewgeni Seredin
100 m Schmetterling: 5. Platz
4-mal-100-Meter-Lagen-Staffel: Silber
- Alexei Markowski
100 m Schmetterling: 8. Platz
4-mal-100-Meter-Lagen-Staffel: Silber
- Sergei Kisseljow
100 m Schmetterling: im Halbfinale ausgeschieden
- Michail Gorelik
200 m Schmetterling: 5. Platz
- Alexander Butschenkow
200 m Schmetterling: im Vorlauf ausgeschieden
- Serhij Fessenko
200 m Schmetterling: Gold 
400 m Lagen: Silber
- Oleksandr Sydorenko
400 m Lagen: Gold

Frauen
- Olga Klewakina
100 m Freistil: 4. Platz
200 m Freistil: 4. Platz
400 m Freistil: 8. Platz
4-mal-100-Meter-Freistil-Staffel: im Vorlauf ausgeschieden
4-mal-100-Meter-Lagen-Staffel: Bronze
- Natalja Strunnikowa
100 m Freistil: 6. Platz
200 m Freistil: 7. Platz
4-mal-100-Meter-Freistil-Staffel: im Vorlauf ausgeschieden
4-mal-100-Meter-Lagen-Staffel: Bronze
- Larissa Zarjowa
100 m Freistil: im Vorlauf ausgeschieden
4-mal-100-Meter-Freistil-Staffel: im Vorlauf ausgeschieden
- Irina Aksjonowa
200 m Freistil: 8. Platz
400 m Freistil: 5. Platz
800 m Freistil: 4. Platz
4-mal-100-Meter-Lagen-Staffel: Bronze
- Oxana Komissarowa
400 m Freistil: im Vorlauf ausgeschieden
800 m Freistil: 5. Platz
- Olena Iwanowa
800 m Freistil: 8. Platz
- Irina Gerassimowa
4-mal-100-Meter-Freistil-Staffel: im Vorlauf ausgeschieden
- Larissa Gortschakowa
100 m Rücken: 6. Platz
200 m Rücken: 8. Platz
- Jelena Kruglowa
100 m Rücken: im Vorlauf ausgeschieden
200 m Rücken: im Vorlauf ausgeschieden
4-mal-100-Meter-Lagen-Staffel: Bronze
- Elwira Wassilkowa
100 m Brust: Silber 
4-mal-100-Meter-Lagen-Staffel: Bronze
- Lina Kačiušytė
100 m Brust: 7. Platz
200 m Brust: Gold
- Julija Bogdanowa
100 m Brust: im Vorlauf ausgeschieden
200 m Brust: Bronze
- Swetlana Warganowa
200 m Brust: Silber
- Laryssa Polywoda
100 m Schmetterling: im Vorlauf ausgeschieden
200 m Schmetterling: im Vorlauf ausgeschieden
- Alla Grischtschenkowa
100 m Schmetterling: im Vorlauf ausgeschieden
200 m Schmetterling: 8. Platz
4-mal-100-Meter-Lagen-Staffel: Bronze

### Segeln
- Alexander Sybin
Tornado: 4. Platz
- Wiktor Potapow
Tornado: 4. Platz
- Sergei Schdanow
470er: 10. Platz
- Wladimir Ignatenko
470er: 10. Platz
- Wladimir Leontjew
Flying Dutchman: 5. Platz
- Waleri Subanow
Flying Dutchman: 5. Platz
- Andrei Balaschow
Finn-Dinghy: Bronze
- Nikolai Poljakow
Soling: Silber
- Boris Budnikow
Soling: Silber
- Alexander Budnikow
Soling: Silber
- Aleksandrs Muzičenko
Star: Gold
- Walentin Mankin
Star: Gold

### Turnen
Männer
- Alexander Ditjatin
Einzelmehrkampf: Gold 
Boden: Bronze 
Pferdsprung: Silber 
Barren: Silber 
Reck: Silber 
Ringe: Gold 
Seitpferd: Silber 
Mannschaftsmehrkampf: Gold
- Nikolai Andrianow
Einzelmehrkampf: Silber 
Boden: Silber 
Pferdsprung: Gold 
Barren: 3. Platz in der Qualifikation
Reck: Bronze 
Ringe: 3. Platz in der Qualifikation
Seitpferd: 7. Platz
Mannschaftsmehrkampf: Gold
- Alexander Tkatschow
Einzelmehrkampf: 4. Platz
Boden: 8. Platz
Barren: Gold 
Reck: 14. Platz
Ringe: Silber 
Seitpferd: 5. Platz
Mannschaftsmehrkampf: Gold
- Eduard Asarjan
Einzelmehrkampf: 4. Platz
Boden: 5. Platz in der Qualifikation
Pferdsprung: 8. Platz
Barren: 9. Platz
Reck: 5. Platz in der Qualifikation
Ringe: 5. Platz in der Qualifikation
Seitpferd: 5. Platz in der Qualifikation
Mannschaftsmehrkampf: Gold
- Bohdan Makuz
Einzelmehrkampf: 6. Platz
Boden: 5. Platz in der Qualifikation
Pferdsprung: 2. Platz in der Qualifikation
Barren: 7. Platz
Reck: 6. Platz in der Qualifikation
Ringe: 13. Platz
Seitpferd: 11. Platz
Mannschaftsmehrkampf: Gold
- Wladimir Markelow
Einzelmehrkampf: 9. Platz
Boden: 10. Platz
Pferdsprung: 20. Platz
Barren: 32. Platz
Reck: 4. Platz in der Qualifikation
Ringe: 9. Platz
Seitpferd: 7. Platz
Mannschaftsmehrkampf: Gold

Frauen
- Jelena Dawydowa
Einzelmehrkampf: Gold 
Boden: 5. Platz in der Qualifikation
Pferdsprung: 4. Platz
Stufenbarren: 9. Platz
Schwebebalken: Silber 
Mannschaftsmehrkampf: Gold
- Natalja Schaposchnikowa
Einzelmehrkampf: 4. Platz
Boden: Bronze 
Pferdsprung: Gold 
Stufenbarren: 3. Platz in der Qualifikation
Schwebebalken: Bronze 
Mannschaftsmehrkampf: Gold
- Nelli Kim
Einzelmehrkampf: 5. Platz
Boden: Gold 
Pferdsprung: 12. Platz
Stufenbarren: 6. Platz
Schwebebalken: 4. Platz in der Qualifikation
Mannschaftsmehrkampf: Gold
- Marija Filatowa
Einzelmehrkampf: 7. Platz in der Qualifikation
Boden: 8. Platz
Pferdsprung: 9. Platz
Stufenbarren: Bronze 
Schwebebalken: 10. Platz
Mannschaftsmehrkampf: Gold
- Stella Sacharowa
Einzelmehrkampf: 8. Platz in der Qualifikation
Boden: 10. Platz
Pferdsprung: 12. Platz
Stufenbarren: 9. Platz
Schwebebalken: 4. Platz in der Qualifikation
Mannschaftsmehrkampf: Gold
- Jelena Naimuschina
Einzelmehrkampf: 12. Platz in der Qualifikation
Boden: 5. Platz in der Qualifikation
Pferdsprung: 22. Platz
Stufenbarren: 17. Platz
Schwebebalken: 9. Platz
Mannschaftsmehrkampf: Gold

### Volleyball
Männer
- Gold 
Wjatscheslaw Saizew
Alexander Jermilow
Pāvels Seļivanovs
Alexander Sawin
Jurij Pantschenko
Oleh Molyboha
Viljar Loor
Fedir Laschtschonow
Walerij Krywow
Wladimir Kondra
Wladimir Dorochow
Wladimir Tschernyschow

Frauen
- Gold 
Olga Zeizina
Natalja Rasumowa
Nadeschda Radsewitsch
Swetlana Kunyschewa
Irina Makogonowa
Lidija Loginowa
Ljubow Kosyrewa
Ljudmila Tschernyschowa
Swetlana Safronowa
Jelena Tschesnokowa
Jelena Sokolowskaja

### Wasserball
- Gold 
Wjatscheslaw Sobtschenko
Jewgeni Scharonow
Erkin Schagajew
Mait Riisman
Georgi Mschwenijeradse
Sergei Kotenko
Alexander Kabanow
Michail Iwanow
Jewgeni Grischin
Oleksij Barkalow
Wladimir Akimow

### Wasserspringen
Männer
- Alexander Portnow
3 m Kunstspringen: Gold
- Aljaksandr Kassjankou
3 m Kunstspringen: 5. Platz
- Wjatscheslaw Troschin
3 m Kunstspringen: 7. Platz
- Uladsimir Alejnik
10 m Turmspringen: Silber
- Dawit Hambarzumjan
10 m Turmspringen: Bronze
- Sergei Nemzanow
10 m Turmspringen: 7. Platz

Frauen
- Irina Kalinina
3 m Kunstspringen: Gold
- Schanna Zyrulnykowa
3 m Kunstspringen: 4. Platz
- Irina Sidorowa
3 m Kunstspringen: 7. Platz
- Sirward Emirsjan
10 m Turmspringen: Silber
- Liana Zotadse
10 m Turmspringen: Bronze
- Jelena Matjuschenko
10 m Turmspringen: 5. Platz